# Nocticanace darwini
Nocticanace darwini är en tvåvingeart som beskrevs av Wirth 1969. Nocticanace darwini ingår i släktet Nocticanace och familjen Canacidae. Inga underarter finns listade i Catalogue of Life.